# Cara-Beth Burnside
Cara-Beth Burnside (nascida no dia 23 de julho de 1968 em Orange, Califórnia) é uma skatista e snowboarder estadunidense campeã dos X Games tanto na edição de "Verão" quanto na de "Inverno" (Winter X Games); além de ter sido quarta colocada nos Jogos Olímpicos de Inverno de 1998, em Nagano, Japão; no Snowboard Halfpipe.

## Títulos
Dentre seus principais títulos estão:
- 5 medalhas conquistadas nos X Games (3 ouros, 1 prata e 1 bronze).
- 3 vezes medalhista dos Winter X Games (1 ouro, 1 prata e 1 bronze).
- Bi-campeã do Slam City Jam em Vancouver, Canadá (2003 e 2004).